# Loïc Bigois
Loïc Bigois (Aix-en-Provence, Francia; 19 de septiembre de 1960) es un aerodinámico francés de Fórmula 1. Actualmente es el Jefe de Operaciones Aerodinámicas de la Scuderia Ferrari.

## Carrera
Después de estudiar ingeniería en el Conservatorio Nacional de Artes y Oficios, Bigois se mudó a Toulouse y comenzó a trabajar en la industria aeroespacial. Fue reclutado por el equipo Ligier de Fórmula 1 en 1990 y durante varios años se movió entre los equipos de medio campo. A fines de la década de 1990, regresó a Ligier y permaneció como Jefe de Diseño durante la transición a Prost Grand Prix antes de ser contratado por Minardi para convertirse en su Jefe de Aerodinámica a mediados de 2001.
En 2003 fue contratado por Williams como aerodinámico. Bigois trabajó junto a Jörg Zander, quien reemplazó a Gavin Fisher como diseñador jefe en septiembre de 2005. Tanto Bigois como Zander trabajaron con el director técnico Sam Michael.
El 2 de julio de 2007, se anunció que había aceptado unirse al equipo Honda Racing F1 y, como resultado, Williams lo suspendió.
En 2009, el equipo se reformó como Brawn GP, pero Bigois continuó en el cargo de Jefe de Aerodinámica. Posteriormente, Brawn ganó los campeonatos de pilotos y constructores, lo que llevó a Bigois a recibir el premio «Dino Toso Racecar Aerodynamicist of the Year».
Bigois fue el jefe de aerodinámica en Mercedes GP, que compró Brawn luego de su temporada ganadora de dos campeonatos hasta que decidió dejar el equipo en junio de 2012.
Tras su salida del equipo Mercedes, surgieron rumores en periódicos italianos (Autosprint) y franceses (AutoHebdo) que vinculaban a Bigois con la Scuderia Ferrari de Maranello. Bigois se incorporaría a Ferrari como Responsable de Aerodinámica antes de fin de año, tras un largo periodo de baja de jardinería.